# Blood of the Nations
Blood of the Nations è il dodicesimo lavoro in studio della band heavy metal tedesca Accept il 20 agosto 2010. È anche il primo lavoro di inediti in 14 anni (dopo il precedente Predator del 1996) e con un nuovo cantante, Mark Tornillo, dopo l'abbandono del gruppo da parte di Udo Dirkschneider.
Inoltre, vede il rientro dopo 26 anni del chitarrista Herman Frank.

## Tracce
1. Beat the Bastards
2. Teutonic Terror
3. The Abyss
4. Blood of the Nations
5. Shades of Death
6. Locked and Loaded
7. Kill the Pain
8. Time Machine (American Digipack Bonus Track)
9. Rollin Thunder
10. Pandemic
11. New World Comin
12. No Shelter
13. Bucketful of Hate

## Formazione
- Mark Tornillo: voce
- Wolf Hoffmann: chitarra
- Herman Frank: chitarra
- Peter Baltes: basso
- Stefan Schwarzmann: batteria

Le parti per tastiera del brano Kill the Pain e Shades of Death è stata composta ed eseguita da Melo Mafali.